# Dreitzsch
Dreitzsch ist eine Gemeinde im thüringischen Saale-Orla-Kreis. Sie gehört zur Verwaltungsgemeinschaft Triptis.

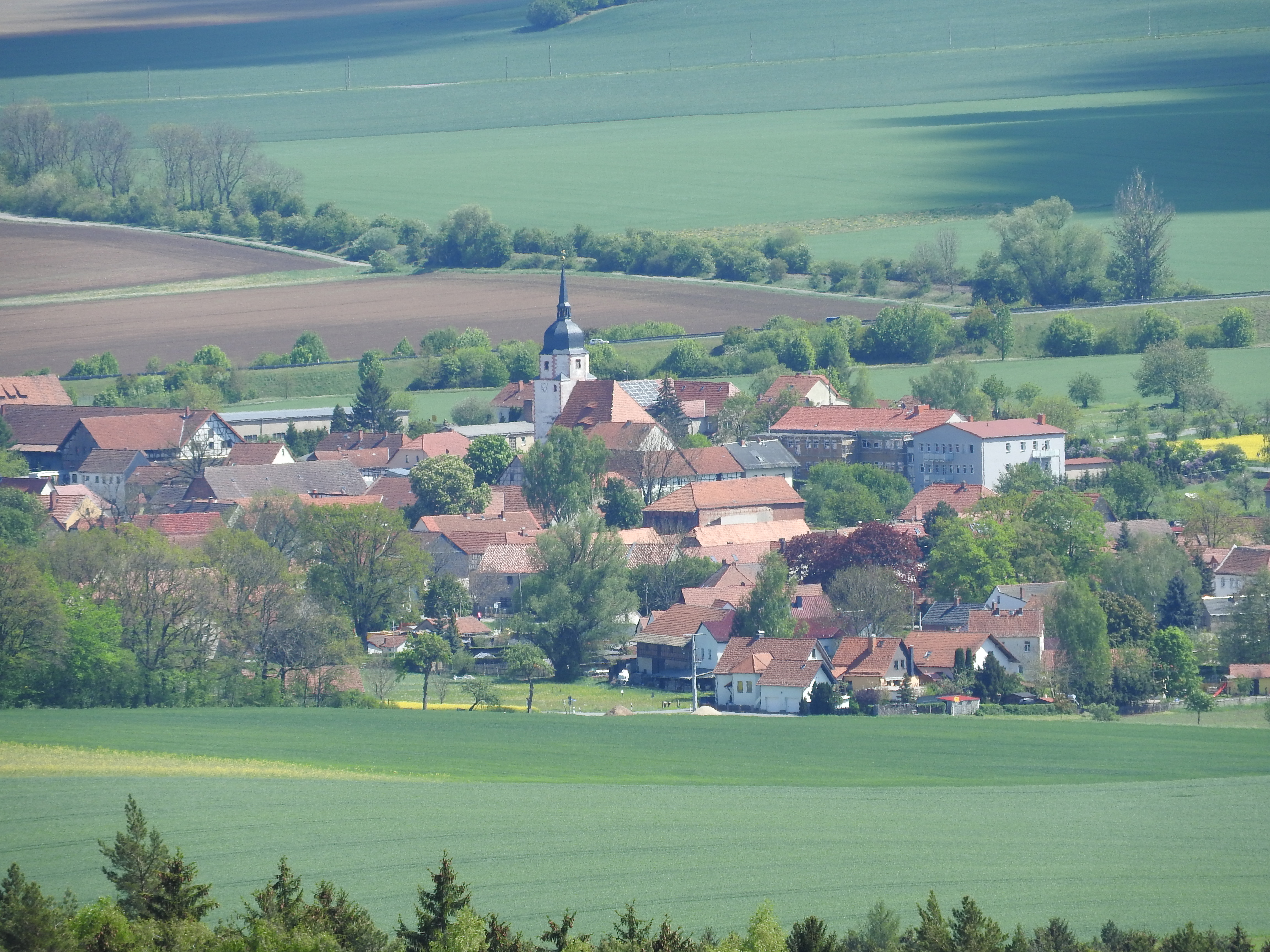
Blick auf den Ort

## Geografie
Die Gemeinde Dreitzsch liegt im östlichen Teil des Orlatales und besteht aus den Ortsteilen Dreitzsch und Alsmannsdorf. Südlich von Dreitzsch verläuft die Bahnstrecke Leipzig–Probstzella; nächster Bahnhof ist Neustadt (Orla).

## Geschichte
Der Name Dreitzsch stammt aus dem Slawischen und bedeutet im übertragenen Sinne „holpern, zermalmen, aufreißen“, also Urbarmachen von Brachland.
Die erste urkundliche Erwähnung von Dreitzsch erfolgte im Jahr 1120.
In der Flur Dreitzsch wurden bei Ausgrabungen 1936, 1976 und 1979 ein ausgedehntes Brandgräberfeld der Hallstattzeit und ein slawisches Körpergräberfeld aus dem Früh- und Hochmittelalter durch das Germanische Museum der Universität Jena bzw. das Institut für Anthropologie freigelegt.
Der bis 1956 selbständige Ortsteil Alsmannsdorf entwickelte sich erst später aus dem Vorwerk des Dreitzscher Rittergutes. Dieses wurde 1844 in ein Staatsgut umgewandelt, das bis zur Bodenreform in der SBZ 1945 bestand. Ein das Ortsbild wesentlich prägendes Schloss wurde 1948 gesprengt.
Während des Zweiten Weltkrieges mussten im Ortsteil Alsmannsdorf 14 Arbeitskräfte aus der Tschechoslowakei, Polen und der Sowjetunion auf sechs Bauernhöfen Zwangsarbeit verrichten. Auf dem Friedhof befindet sich das Grab einer polnischen Zwangsarbeiterin.

### Einwohnerentwicklung
Entwicklung der Einwohnerzahl (jeweils 31. Dezember):
| - 1994: 474 - 1995: 473 - 1996: 466 - 1997: 471 - 1998: 461 - 1999: 468 | - 2000: 464 - 2001: 458 - 2002: 467 - 2003: 469 - 2004: 454 - 2005: 463 | - 2006: 459 - 2007: 451 - 2008: 446 - 2009: 449 - 2010: 446 - 2011: 429 | - 2012: 425 - 2013: 415 - 2014: 412 - 2015: 410 - 2016: 403 - 2017: 400 | - 2018: 387 - 2019: 418 - 2020: 427 - 2021: 408 - 2022: 406 - 2023: 398 |

 Datenquelle: Thüringer Landesamt für Statistik

## Politik

### Wappen
Das Wappen wurde am 11. Oktober 1993 genehmigt:
Blasonierung: „Halb gespalten und geteilt von Rot, Silber und Blau; oben vorn ein aus Scherben zusammengesetztes silbernes Gefäß, hinten eine nach rechts geneigte rote Harfe, unten eine aus zwei Bogen bestehende silberne Steinbrücke, darunter ein schwebender silberner Wellenbalken.“
Im Wappen erscheinen Symbole beider Ortsteile. Ein Feld symbolisiert die vorgefundenen Ausgrabungen des Brandgräberfriedhofs. Die Harfe im zweiten Teil bezieht sich auf den Ortsteil Alsmannsdorf, der im historischen Siegel eine Harfe mit aufsitzender Herzogskrone führte; die Bedeutung der Harfe ist jedoch unbekannt. Die im Schildfuß abgebildete (heute unter Denkmalschutz stehende) historische Bogenbrücke befindet sich im Ortsteil Dreitzsch und führt über die Orla, die durch den Wellenbalken symbolisiert wird.
Das Wappen wurde von dem Goßwitzer Manfred Fischer gestaltet.

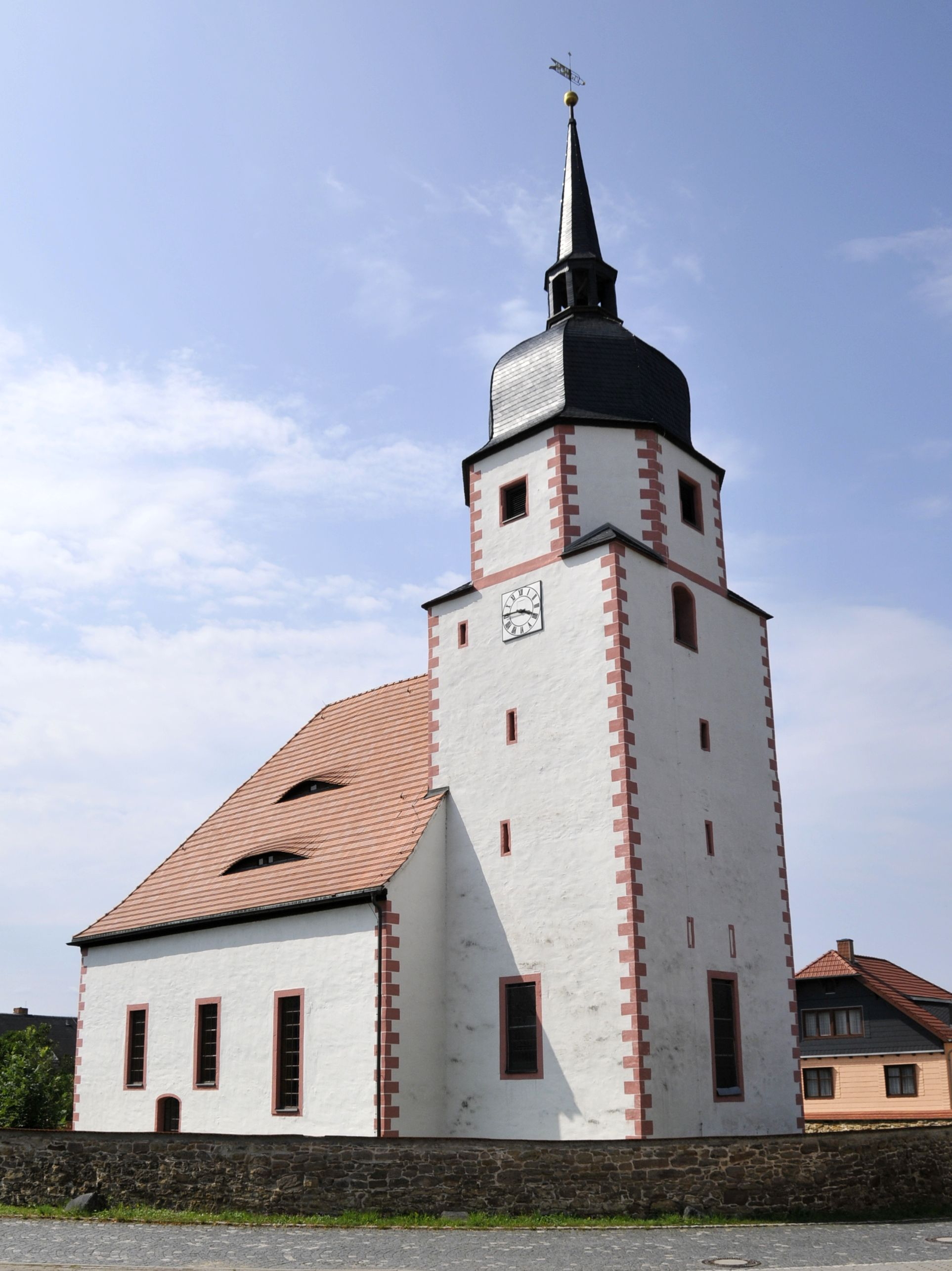
Dorfkirche St. Johannes

## Sehenswürdigkeiten
- Denkmalgeschützte Steinerne Brücke über die Orla im Ortsteil Dreitzsch
- Barocke Johanneskirche in Dreitzsch mit originaler Ausstattung aus dem Jahr 1703 (1993 restauriert)
- Gehöfte in Dreitzsch und Alsmannsdorf
- Seit 1998 bestehendes Dorf- und Heimatmuseum, in dem die Siedlungsgeschichte der Ortsflur und das bäuerliche Leben der letzten zwei Jahrhunderte veranschaulicht wird